# White Hall (Alabama)
White Hall è una town degli Stati Uniti d'America, situata nella contea di Lowndes dello Stato dell'Alabama.